# Hoornaarroofvlieg
De hoornaarroofvlieg (Asilus crabroniformis) is een vliegensoort uit de familie van de roofvliegen (Asilidae). De wetenschappelijke naam van de soort is voor het eerst geldig gepubliceerd in 1758 door Linnaeus. 

## Algemeen
De roofvlieg is met een grootte van 18 tot 30 millimeter de grootste soort die in Nederland voorkomt. Verder komt hij voor in Europa en Azië, maar niet in India. Het achterlijf is goudgeel en de eerste drie segmenten zijn zwart. De vliegtijd bedraagt van begin juni tot eind oktober. Het vrouwtje vreet het mannetje op tijdens de paring.